# Comprégnac

Comprégnac este o comună în departamentul Aveyron din sudul Franței. În 1 ianuarie 2022 avea o populație de 217 de locuitori.